# Orchestre national de Lille

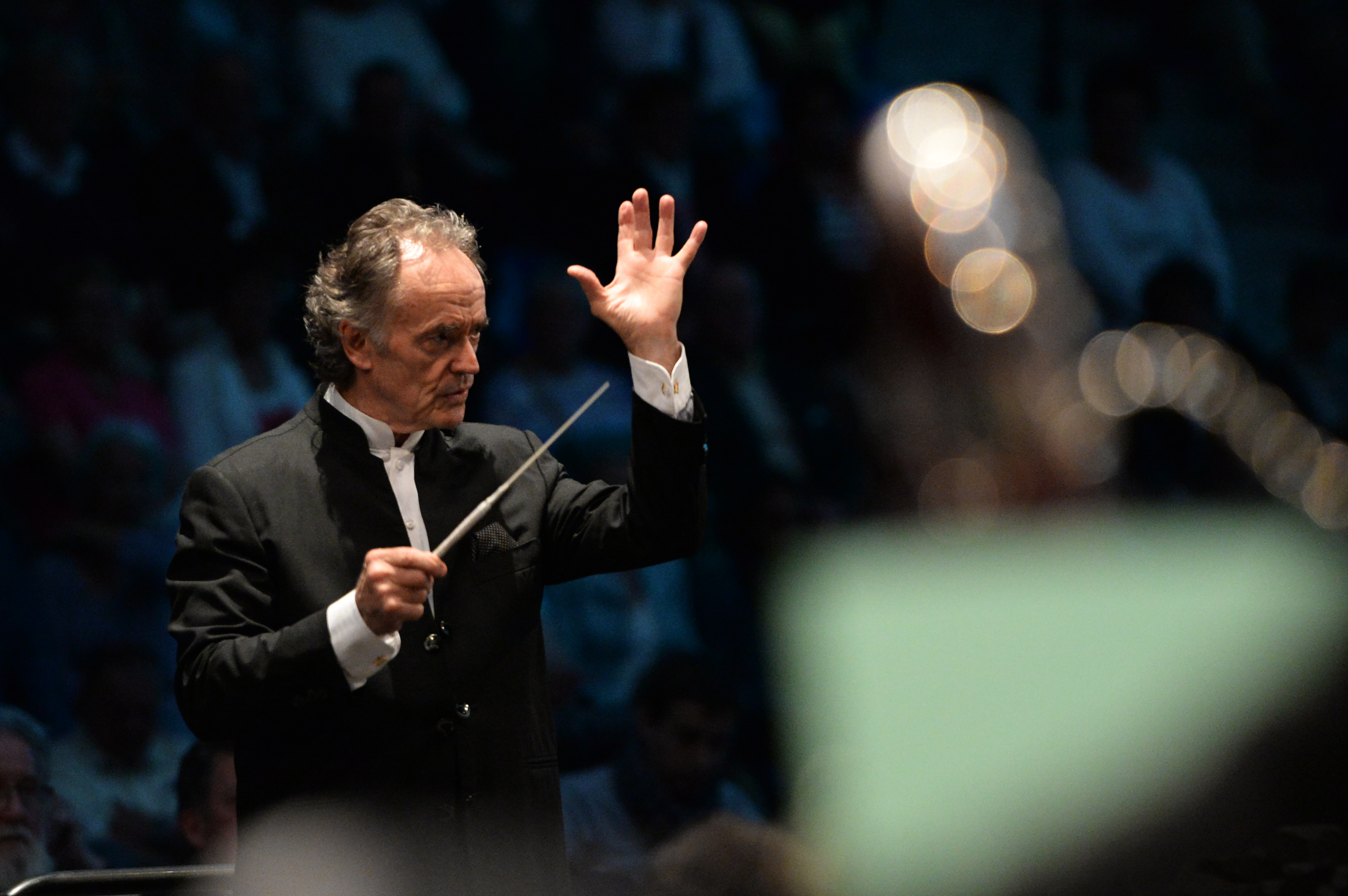
Jean-Claude Casadesus, chef fondateur de l'ONL, en juin 2013.

L'Orchestre national de Lille (ou ONL, ONLille) est un orchestre symphonique français établi à Lille, fondé en 1976 par le chef d'orchestre français Jean-Claude Casadesus. Il est dirigé depuis septembre 2024 par Joshua Weilerstein, qui en est également le directeur musical. La salle principale attitrée de l'orchestre est l'Auditorium Jean-Claude Casadesus du Nouveau Siècle de Lille.
L’orchestre interprète le répertoire symphonique, le répertoire lyrique grâce à sa collaboration avec l’Opéra de Lille ainsi que la musique contemporaine en accueillant des compositeurs en résidence. Il invite régulièrement des chefs et solistes internationaux pour faire vivre le répertoire baroque, classique et contemporain.

## Origines
Il y avait à Lille un ensemble symphonique dans les années 1930 : l'« Orchestre de Radio Lille », dirigé notamment par Maurice Soret et Victor Clowez, qui donnait des concerts dont certains en public. Pendant des années, il y a eu chaque mois pendant la saison, au Théâtre de l'Opéra de Lille un concert public qui était diffusé en différé (parfois en direct) sur une des chaînes nationales. Le prix unique de l'« invitation » était de 0,50 franc.
Après le démantèlement de l'Office de radiodiffusion-télévision française en 1974, commence une période incertaine pour l'Orchestre radio-symphonique de Lille-Nord-Picardie, appelé aussi Orchestre ORTF Nord Picardie ou Orchestre Philharmonique de l’ORTF de Lille. Quelques mois avant sa disparition annoncée, le chef d'orchestre Jean-Claude Casadesus se voit proposer par le ministre de la Culture, Michel Guy, la direction de l'orchestre, qu'il reprend en avril 1975, avec le soutien du maire, Pierre Mauroy.
À cette période, après une interruption de six mois, les musiciens sont en grève et le nom de l'orchestre n'est pas encore figé (Orchestre régional de Lille, Philharmonie des Flandres, Grand orchestre régional du Nord Pas-de-Calais). La fin de la grève est marquée par les premiers concerts de l'orchestre sous la direction de son nouveau chef, en juin 1975, concerts d'après-midi pour les enfants.

## Histoire
Né de la volonté conjointe de l'ancienne région Nord-Pas-de-Calais, de l’État et de Jean-Claude Casadesus, il est le premier orchestre financé par une région.
C'est en janvier 1976 que l'orchestre donne son premier grand concert, peu de temps avant l'officialisation de son nouveau nom d'Orchestre régional de Lille, avec un programme de musique russe, parrainé par Mstislav Rostropovitch.
L'orchestre devient « Orchestre national de Lille » à partir de 1980et accueille des chefs d'orchestre invités tels que James Judd, et des compositeurs en résidence (Graciane Finzi, Thierry Escaich, Bernard Cavanna, Bruno Mantovani).

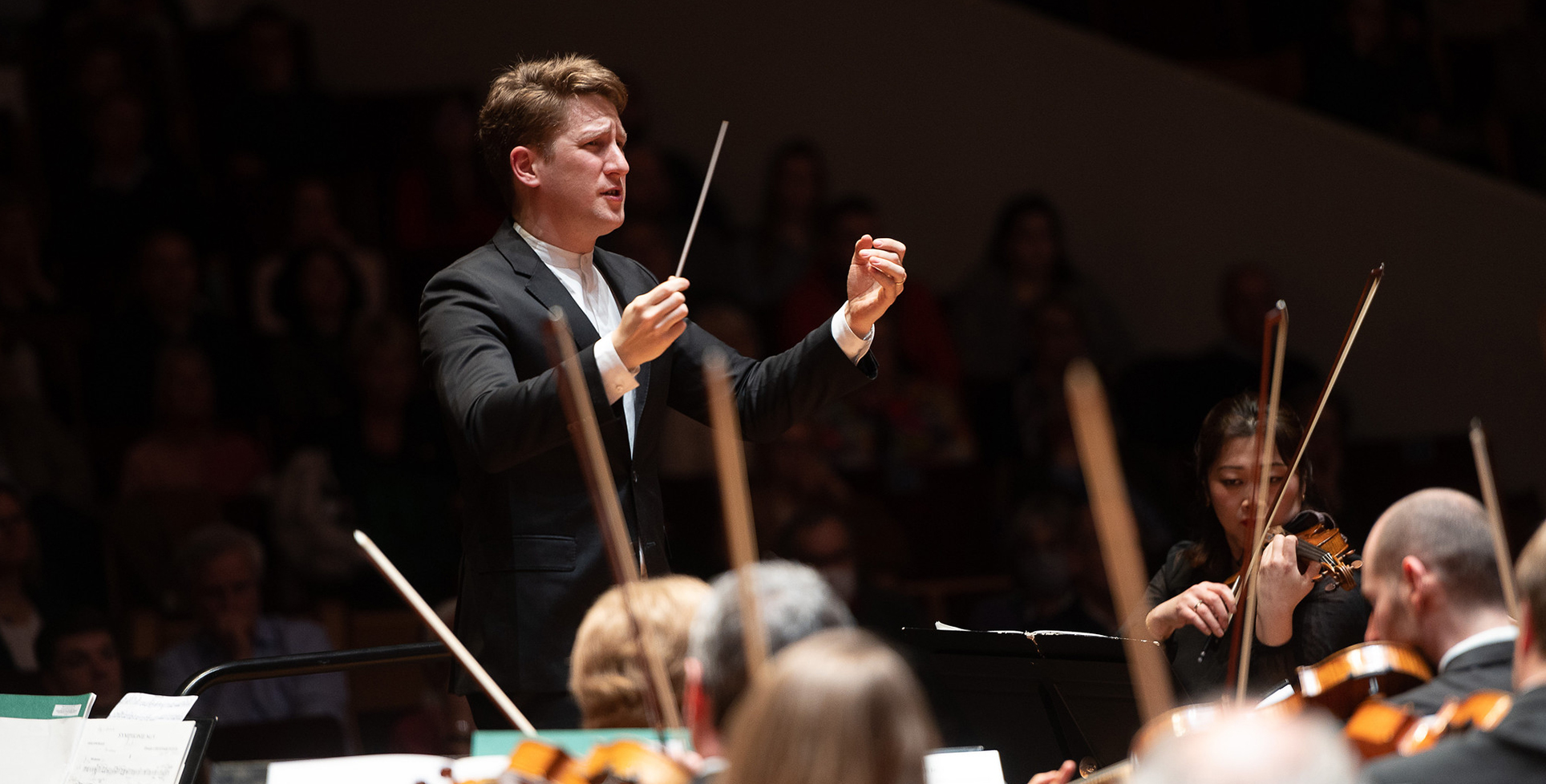
Joshua Weilerstein, nouveau directeur musical dès septembre 2024.

À sa création en 1975, l'orchestre compte une trentaine de musiciens, puis grossit rapidement pour atteindre un an plus tard 75 en 1976 et 87 en 1978. En 2022, L'effectif est de 99 musiciens, et l'équipe administrative est composée de 31 employés.
Depuis 2024, l'Orchestre national de Lille est labellisé Orchestre national en région par le ministère de la culture.

## L'Auditorium Jean-Claude Casadesus
Situé dans l'espace du Nouveau Siècle de Lille au centre de la ville, il est constitué d'une très vaste salle concert symphonique de 1 756 places entièrement rénovée en 2013. L'orchestre y donne une centaine de concerts par an.

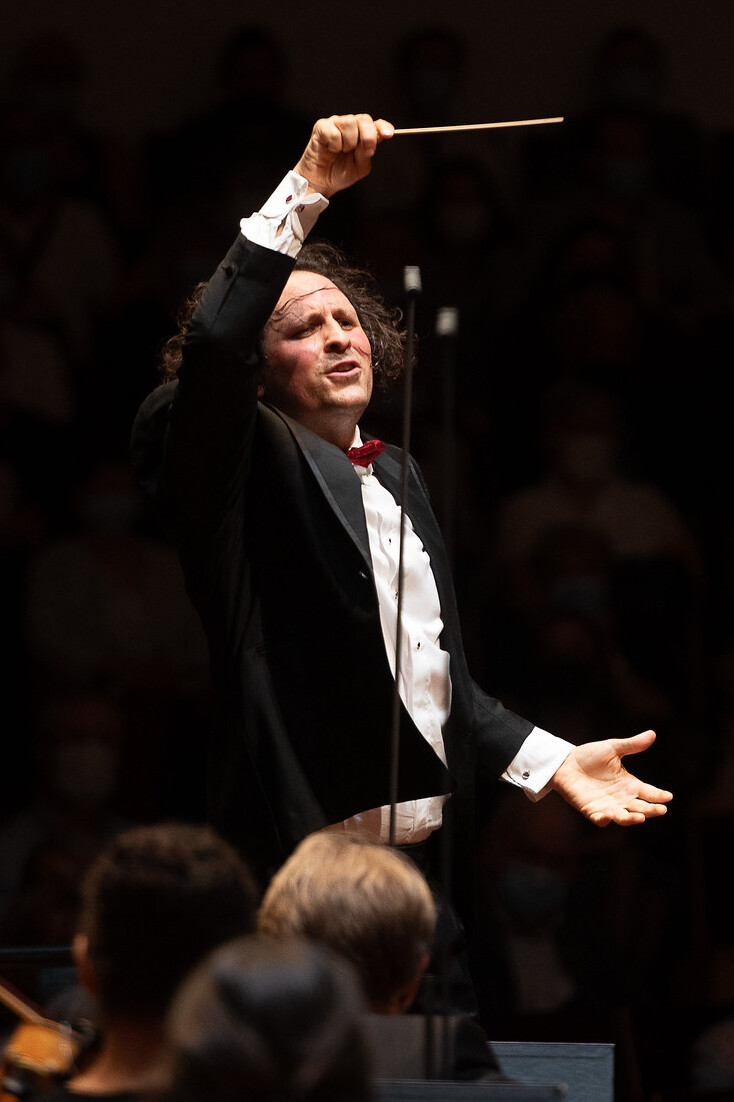
Alexandre Bloch, directeur musical de l'ONL depuis septembre 2016.

## Enregistrements
Depuis septembre 2014, l’Orchestre National de Lille mène une politique discographique volontariste, reflet de la diversité de son répertoire. Il a enregistré pour les plus grands labels comme Deutsche Grammophon, Warner Classics, Naxos, Pentatone, et Alpha Classics, une trentaine d’opus salués par la critique et récompensés par de nombreux prix : grand prix de l'Académie Charles-Cros en 1978, prix de l’Académie du disque français, prix de la SACEM en 1985, grand prix de la Nouvelle Académie du Disque, etc.

## L'Orchestre en tournée
Chaque année en fin de saison, l'ONL joue au Concertgebouw d’Amsterdam dans le cadre de la série ZomerConcerten. L'orchestre effectue de nombreuses tournées, aussi bien dans la région (ex : Festival de la Côte d'Opale) qu'à l'étranger (plus de 30 pays sur quatre continents).
En 2019, et pour la première fois, l’Orchestre National de Lille est présent au Festival International George Enescu avec le programme Jeanne d’Arc au bûcher, poème de Paul Claudel composé par Honegger, interprété par Marion Cotillard.
En 2020, l'ONL part en tournée en Angleterre. À la suite de l’annonce du Brexit, de nombreux acteurs institutionnels et privés des Hauts-de-France se fédèrent pour œuvrer à la préservation des liens avec le Royaume-Uni, marqués par une longue histoire commune. Pour l’ONL, cette volonté se traduit par une tournée outre Manche, durant laquelle se produit aux côtés du pianiste Eric Lu au Birmingham Symphony Hall, au Cadogan Hall à Londres, au Stage Gateshead à Newcastle, au Sheffield City Hall et au Leeds Town Hall.

## L'Orchestre aujourd'hui
En 2015, l'orchestre s'est doté d'un studio numérique mobile unique en Europe, labellisé French Tech.
En septembre 2016, Alexandre Bloch est choisi comme nouveau directeur musical,, lauréat du concours Donatella Flick et Talent Adami en 2012, il était auparavant chef d’orchestre assistant au London Symphony Orchestra jusqu'en 2014.
Le 2 juin 2017, pour le concert télévisé Prodiges diffusé en direct sur France 2 depuis le stade Pierre-Mauroy de la Métropole européenne de Lille, l'orchestre accompagne les prodiges ainsi que plus de 10 000 jeunes choristes des Hauts-de-France, devant 45 000 spectateurs et des millions de téléspectateurs.
Alexandre Bloch est renouvelé à la tête de l'orchestre jusqu'en 2024.
Au cœur de la pandémie Covid-19, alors que les salles de spectacle sont fermées, l'ONL lance l’Audito 2.0, une playlist sur la chaîne YouTube de l'Orchestre national de Lille, qui réunit de nombreux concerts captés dans les conditions du direct, afin de permettre au public de vivre la musique même pendant cette période difficile.
En octobre 2023, le chef d'orchestre américain Joshua Weilerstein est nommé directeur musical de l'Orchestre national de Lille à compter de septembre 2024, pour succéder à Alexandre Bloch.

## Discographie
- 1977 : Henri Dutilleux, Symphonie n° 1, Jean-Claude Casadesus. Grand Prix du Disque Académie Charles Cros. Label Forlane.
- 1980 : Maurice Ravel, Shéhérazade, Mélodies Hébraïques, Daphnis et Chloé, Pavane pour une Infante défunte, Jean-Claude Casadesus, Nadine Denize. Label Harmonia Mundi
- 1981 : Hector Berlioz, Symphonie fantastique, Jean-Claude Casadesus. Label Harmonia Mundi
- 1985 : Georges Bizet, Suites de Carmen et de  L'Arlésienne, Jean-Claude Casadesus. Label Dom
- 1986 : Beethoven,  Klavierkonzert n° 3, Jean-Claude Casadesus, Miguel Ángel Estrella. Label Sonatina
- 1987 : Gustav Mahler, Symphonie n° 4, Jean-Claude Casadesus, Margareth Marshall. Grand Prix de la Nouvelle Académie du Disque. Label Dom
- 1987 : Mozart, Musique funèbre maçonnique - Concerto pour clarinette - Concerto pour flûte et harpe, Label Forlane
- 1989 : Pierre Ancelin,  Filius hominis, opéra sacré, Jean-Claude Casadesus, Mary Shearer, soprano, Rodney Gilfry, baryton, Livret de Raphaël Cluzel. Label Oybella
- 1990 : Gustav Mahler, Symphonie n° 5, Jean-Claude Casadesus, grand prix de la Nouvelle Académie du Disque. Label Dom
- 1991 : Gustav Mahler, Symphonie (no) en ré majeur Titan, Label Forlane
- 1991 : Gustav Mahler (double CD), Symphonie no 2, Résurrection, Jean-Claude Casadesus, Teresa Żylis-Gara, Ewa Podles, Stuttgarter Oratorienchöre. Label Dom
- 1993 : Groupe des Six, Darius Milhaud, Les Mariés de la tour Eiffel, Le Bœuf sur le toit, Jean-Claude Casadesus, Daniel Mesguich, Hervé Furic, Fernand Iaciu. Label Harmonia Mundi
- 1993 : Arthur Honegger, Le Roi David, Jean-Claude Casadesus, Daniel Mesguich, Alessandra Marc, Sylvie Sulle, Laurence Dale, Martine Pascal. Label Emi
- 1993 : Maurice Ravel, Boléro & Piano Concertos, Harmonia Mundi
- 1995 : Serge Prokofiev, Alexander Nevsky, Lieutenant Kijé, Jean-Claude Casadesus, Ewa Podles, Chœur académique d'État Latvija. Label Naxos
- 1996 : Hector Berlioz, La Mort de Sardanapale, Cantates du Prix de Rome, Jean-Claude Casadesus, Michèle Lagrange, Béatrice Uria-Monzon, Daniel Galvez Vallejo. Label Harmonia Mundi
- 1996 : Claude Debussy, La Mer, Nocturnes, La Damoiselle élue, Harmonia Mundi
- 1997 : Claude Debussy, Pelléas et Mélisande, Jean-Claude Casadesus, Gérard Théruel, Mireille Delunsch, Armand Arapian, Hélène Jossoud, Gabriel Bacquier, Françoise Golfier, Jean-Jacques Doumène, Chœur régional Nord - Pas-de-calais. Prix Massenet - Académie du disque lyrique. Label Naxos
- 1997 : Francis Poulenc, La Voix humaine, Jean-Claude Casadesus, Françoise Pollet, Prix Gabriel Fauré, Fondation Canteloube, Académie du disque lyrique. Label Harmonia Mundi
- 1998 : Hector Berlioz, L'enfance du Christ, Jean-Claude Casadesus, Michèle Lagrange, Jean-Luc Viala, Michel Piquemal, Fernand Bernadi, Antoine Garcin, Etienne Vandier, Jean-Louise Serre, Chœur Régional d'Ile de France, Maîtrise de Radio France. Label Naxos
- 1999 : Artango, Un soir, suite pour orchestre, piano et bandonéon, Jean-Claude Casadesus, Fabrice Ravel-Chapuis, Jacques Trupin. Label Virgin Classic
- 1999 : Francis Poulenc, Suite française, Concert champêtre, Concerto pour orgue, Label Naxos
- 2003 : Hector Berlioz, Quatre cantates pour le Prix de Rome, Herminie, La mort de Cléopâtre, La mort de Sardanapale, La mort d'Orphée, Jean-Claude Casadesus, Michèle Lagrange, Béatrice Uria-Monzon, Daniel Galvez-Vallejo, Chœur Régional Nord/Pas de Calais. Label Naxos
- 2003 : Jules Massenet, Werther, Label Naxos
- 2004 : Gustav Mahler, Coffret Mahler, Symphonies n° 1, 2, 4, 5, Jean-Claude Casadesus, José Van Dam. Label Dom
- 2004 : Joseph Canteloube, Chants d'Auvergne, Label Naxos
- 2005 : Hector Berlioz, Nuits d'Eté, Chausson : Poème de l'amour et de la mer, Dukas : La péri (poème pour orchestre), Jean-Claude Casadesus, Elsa Maurus, Mezzo-Soprano. Label Naxos
- 2005 : Igor Stravinsky, Petrouchka, L'Oiseau de feu, Jean-Claude Casadesus. Label Forlane
- 2005 : Darius Milhaud, La Création du monde, Le Bœuf sur le toit, Suite provençale, L'Homme et son désir, Label Naxos
- 2006 : Sergueï Prokofiev, Alexandre Nevski (Cantate), Lieutenant Kijé (Suite), Label Naxos
- 2006 : Hector Berlioz, La Damnation de Faust, Label Naxos
- 2007 : Joseph Canteloube, Chants d'Auvergne II, Chants de France, Triptyque, Serge Baudo, Véronique Gens, Soprano. Label Naxos
- 2007 : Thierry Escaich, Miroir d'ombres, Paul Polivnick, Renaud Capuçon, Violon, Gautier Capuçon, Violoncelle, Vertiges de la Croix, Mishiyoshi Inoue, Chaconne, Jean-Claude Casadesus. Label Accord
- 2007 : Ludwig van Beethoven, Concerto pour violon, Romances n° 1 et 2, Jean-Claude Casadesus, Jean-Pierre Wallez, Violon. Label Dom
- 2007 : Gustav Mahler, Des Knaben Wunderhorn, Rücker Lieder, Kindertotenlieder, avec José van Dam, Label Forlane
- 2009 : George Gershwin, Rhapsody In Blue, Piano Concerto In F & Porgy & Bess: A Symphonic Picture, avec Bruno Fontaine et David Wroe, Transart
- 2010 : Georges Bizet, Clovis et Clotilde, Te Deum, Jean-Claude Casadesus, Katarina Jovanovic, Philippe Do, Mark Schnaible, Chœur Régional Nord-Pas-de-Calais. Label Naxos
- 2010 : William Walton, Symphonies n° 1 et 2, Owain Arwell Hughes. Label Bis
- 2010 : Richard Wagner, Ouvertures et monologues célèbres, Le Vaisseau fantôme, Tannhaüser, Les Maîtres Chanteurs de Nuremberg, La Walkyrie, avec José van Dam, Label Forlane
- 2011 : Bernard Cavanna, Shanghai Concerto, Noémi Schindler, Violon, Emmanuelle Bertrand, Violoncelle, Trois Strophes, Hélène Desaint, Alto, Ensemble 2e2m, Karl Koop Konzert, Pascal Contet, Accordéon. Label AEON
- 2014 : Benjamin Britten, Diversion pour piano main gauche et orchestre, Erich Wolfgang Korngold, Concerto pour piano, main gauche en ut dièse, op. 17, Paul Polivnick, Nicolas Stavy, Piano. Label Hortus
- 2015 : Julie Fuchs (Yes !), Répertoire qui se chantait à Paris au début du XXe siècle, Poulenc, Ravel, Weill, Messager,… Samuel Jean. Label Deutsche Grammophon
- 2015 : Carl Orff, Carmina Burana, Yeree Suh, Soprano, Jakob Huppmann, Contre-Ténor, Ales Jenis, Baryton, Chœur Régional Nord/Pas-de-Calais, Chœur Nicolas de Grigny. Métropole européenne de Lille
- 2016 : Gustav Mahler, Symphonie n° 2, Résurrection, Jean-Claude Casadesus, Olena Tokar, Hermine Haselböck, Chœur Philharmonique Tchèque de Brno. Label Evidence Classics. (nouvelle édition)
- 2016 : Guillaume Houzé, Dofus, livre 1 : Julith - La Bande originale, Ankama
- 2017 : Camille Thomas, Violoncelle, St Saëns-Offenbach, Alexandre Bloch. Label Deutsche Grammophon
- 2017 : Lucienne Renaudin Vary, The Voice of The Trumpet, Roberto Rizzi Brignoli. Label Warner Classics
- 2017 : Jacques Offenbach, Ouvertures, Darell Ang. Label Naxos
- 2017 : Camille Saint-Saëns, Symphonic Poems, Jun Märkl. Label Naxos
- 2017 : Richard Strauss, Ein Heldenleben, Albéric Magnard, Chant funèbre, Jean-Claude Casadesus. Label Naxos
- 2017 : Henri Dutilleux, Symphony No. 2 Le Double, avec Darrell Ang, Label Naxos
- 2018 : Georges Bizet, Pécheurs de perles, Alexandre Bloch, Julie Fuchs, Leïla, Cyrille Dubois, Nadir, Florian Sempey, Zurga, Luc Bertin-Hugault, Nourabad. Label Pentatone
- 2018 : Henri Dutilleux, Symphonie n° 1, Métaboles, Les Citations, Jean-Claude Casadesus, Cyril Cibaud, Hautbois, Kasia Tomczak-Feltrin, Harpsichord, Mathieu Petit, Contrebasse, Romain Robine, Percussions. Label Naxos
- 2018 : Jean-Claude Debussy, Debussy Impressionniste, Jean-Claude Casadesus, Alain Planes, Jean-Guihen Queyras, Cédric Tiberghien, Claude Helffer et Hakon Austbo, Philippe Bernold, Gérard Caussé, Isabelle Moretti. Label Harmonia Mundi
- 2019 : Ernest Chausson, Poème de l'amour et de la mer & Symphonie, op. 20, Label Outhere Music[19]
- 2019 : Belle époque, Annelien Van Wauwe[20], Label Pentatone
- 2019 : Ravel, Valse & Rapsodie espagnole, Attahir, Adh-Dhohr[21]
- 2019 : Mahler, Das Lied von der Erde. Jean-Claude Casadesus & l'Orchestre national de Lille, Violeta Urmana mezzo, Clifton Forbis ténor. Label Evidence[22].
- 2020 : Enchantée ! Nicholas Skilbeck & l'Orchestre national de Lille. Marie Oppert. Label Warner Classics[22].
- 2020 : Mahler, Symphonie n° 7. Alexandre Bloch & l'Orchestre National de Lille. Label Alpha Classics[22].
- 2021 : Gabriel Pierné, Ramuntcho, Incidental Music, Suites 1 et 2, Cydalise et le Chèvre-pied, Suites 1 et 2, Darell Ang. Label Naxos
- 2021 : Dominique Probst, Nuées, Œuvres orchestrales. Label Continuo Classica
- 2021 : Inferno/Quarks. Yann Robin. Label La Buissonne[22].
- 2021 : Le Carnaval des animaux. Camille Saint-Saëns. Alex Vizorek, Duo Játékok, Lucie Leguay. Label Alpha Classics[22].
- 2023 : La Voix humaine de Poulenc par Véronique Gens, Alexandre Bloch. Label Alpha Classics[22].
- 2023 : So Romantique ! Cyril Dubois, Orchestre National de Lille, Pierre Dumoussaud, Label Alpha Classics.
- 2023 : Bartok, Concerto pour orchestre, Concerto pour alto, Amihai Grosz, Orchestre National de Lille, Alexandre Bloch, Label Alpha Classics.
- 2025: Par Amour, Vannina Santoni, Orchestre National de Lille, Jean-Marie Zeitouni, Label Alpha Classics.
- 2025 : Symphonie n° 1 "Quantique", Molécule, Orchestre National de Lille, Alexandre Bloch, Label Apha Classics.
- 2025 : Rebelle, Eva Zaïcik, Orchestre National de Lille, Pierre Dumoussaud, Label Alpha Classics.
- 2025 : Alex Nante Luz de Lejos - Concerto pour piano et orchestre, Orchestre National de Lille, Alexandre Tharaud, Emilia Hoving, Label Warner Classics.